# Ichthyodes nigripes
Ichthyodes nigripes là một loài bọ cánh cứng trong họ Cerambycidae.